# Haggart Lake, Kenora District
Haggart Lake är en sjö i Kanada.   Den ligger i Kenora District och provinsen Ontario, i den sydöstra delen av landet, 1 500 km väster om huvudstaden Ottawa. Haggart Lake ligger 354 meter över havet. Arean är 0,35 kvadratkilometer. Den sträcker sig 1,2 kilometer i nord-sydlig riktning, och 0,7 kilometer i öst-västlig riktning.
I omgivningarna runt Haggart Lake växer i huvudsak barrskog. Trakten runt Haggart Lake är nära nog obefolkad, med mindre än två invånare per kvadratkilometer.